# Wspólnota administracyjna Dasing
Wspólnota administracyjna Dasing – wspólnota administracyjna (niem. Verwaltungsgemeinschaft) w Niemczech, w kraju związkowym Bawaria, w rejencji Szwabia, w regionie Augsburg, w powiecie Aichach-Friedberg. Siedziba wspólnoty znajduje się w miejscowości Dasing.
Wspólnota administracyjna zrzesza pięć gmin wiejskich (Gemeinde): 
- Adelzhausen, 1 589 mieszkańców, 16,97 km²
- Dasing, 5 432 mieszkańców, 40,91 km²
- Eurasburg, 1 645 mieszkańców, 23,96 km²
- Obergriesbach, 1 969 mieszkańców, 10,32 km²
- Sielenbach, 1 572 mieszkańców, 17,87 km²